# پادشاه آی ژو
پادشاه آی از ژو (به چینی: 周哀王) با نام شخصی جی چوجی (به چینی: 泄去疾)؛ بیست‌ونهمین پادشاه دودمان ژو و هفدهمین پادشاه ژو خاوری بود. او جانشین پدرش پادشاه ژندینگ ژو شد ولی تنها سه ماه پس از برتخت نشستن توسط برادر کوچک‌ترش شاهزاده شوژی کشته شد.